# Luisa Pérez Montes de Oca
Luisa Pérez y Montes de Oca (Santiago de Cuba, 25 d'agost de 1837 - L'Havana, 25 de maig de 1922) va ser una poetessa cubana de marcat accent elegíac. Se la coneix amb el nom de Luisa Pérez de Zambrana, el cognom del seu marit.
Va néixer a la finca El Melgarejo, prop de les mines de El Cobre, a Santiago de Cuba, el 25 d'agost de 1837. Batejada Luisa Pérez y Montes de Oca, va adoptar el cognom del seu marit quan es va casar amb el reconegut crític literari, intel·lectual i promotor cultural Ramón de Zambrana. Òrfena de pare ben aviat, es va mudar amb la seva família a la ciutat de Santiago on es va donar a conèixer com a poeta. Al casar-se es va establir a L'Havana.
A més de la seva vessant com a poetessa, va escriure alguna novel·la com Angèlica y Estrella, i també va traduir altres obres del francès i l'italià.

## Vida i obra
Luisa Pérez de Zambrana és considerada una de les millors poetesses de la història de Cuba i de tot Hispanoamèrica. El seu pare era originari de les Illes Canàries. A l'edat de 14 anys va compondre el seu primer treball literari i els seus versos, que va recollir en un quadern publicat amb l'ajuda dels intel·lectuals que l'envoltaven, i admiraven la seva poesia, a Santiago.
El llibre va donar la volta a l'illa i va arribar a les mans de l'intel·lectual Don Ramón Zambrana a L'Havana, el qual va quedar captivat per la seva obra. Va anar a Santiago de Cuba per conèixer-la i s'hi va comprometre. Van contreure matrimoni el 1858 i van tenir cinc fills però als vuit anys de casada va quedar vídua. Més tard va morir la seva germana Júlia, també poetessa, i va veure morir els seus cinc fills. Això va repercutir tant en el seu estat d'ànim com en la seva obra, i de mica en mica, entre 1886 i 1898, les seves composicions van anar adquirint un tarannà sensible, malencòlic, passional i tendre, amb reflexions religioses i amb tocs filosòfics sobre la mort; aquestes dues últimes característiques emergeixen en les seves elegies. L'any 1918, va rebre un homenatge per part de l'Ateneu de L'Havana i posteriorment va aparèixer una nova edició de les seves poesies amb pròleg d'Enrique José Varona, qui la va batejar com «la més insigne elegíaca de les nostres líriques». Va ser fundadora del Liceu Artístic i Literari de Regla. Les seves obres van ser premiades en els selectes Jocs Florals de la ciutat de Madrid. Entre aquestes obres es troba el llibre d'oracions anomenat Devocionario, La vuelta al bosque, Dolor supremo, Martirio. D'ella va dir José Martí el següentː «es fan versos de la grandesa, però només del sentiment se'n fa poesia».
Per les seves grans dots poètiques i la seva gràcia i finor, Luisa Pérez va ser triada per a coronar la gran Gertrudis Gómez de Avellaneda al Teatre Tacón el 1860.